# روت آرنن
 روت آرنن (انگلیسی: Ruth Arnon؛ زادهٔ ۱۹۳۳) یک زیست شناس اهل اسرائیل است.
وی همچنین برنده جوایزی همچون جایزه اسرائیل شده‌است.